# Dubové (okres Turčianske Teplice)
Dubové je obec na Slovensku v okrese Turčianske Teplice.

## Historie
První písemná zmínka pochází z roku 1262, kdy se tehdy ještě jmenovala Doboa podle okolních dubových lesů. V obci trvale žili jen poddaní, šlechta se zde nikdy natrvalo neusadila. V roce 1715 v obci bylo 33 domácností, v roce 1828 už 96 a žilo zde 498 obyvatel. Podmínky pro život v okolí vesnice byly velmi náročné, kdy obec byla dlouhé roky odříznuta od světa. Obci postihly také požáry a povodně - nejhorší povodně byly v roce 1984. V roce 1923 vypukl v obci požár, který zničil 86 domů.

### Památky
- V horní části obce se nachází zvonice z roku 1873.

## Hospodářství a doprava
V minulosti byla obec známá chovem dobytka, těžbou dřeva, působil zde stolařským a hrnčířský cech. Mezi lety 1916-1922 fungovala mezi obcí a vesnicí Diviaky úzkorozchodná železniční trať. Od roku 1793 v obci působil pivovar.

## Geografie
Nachází se pod severovýchodními svahy pohoří Žiar, na levém břehu řeky Turiec a 5 kilometrů od města Turčianske Teplice. Polovina území obce je úplně odlesněná. Na tektonickém zlomu, který prochází katastrem obce, se mezi silbnicí a řekou Turiec nachází minerální pramen uhličité kyselky.